# И-180
И-180 — советский одномоторный истребитель-моноплан, созданный в ОКБ Поликарпова в 1938 году. Низкоплан, параллельное развитие проекта И-16 с мотором М-88. Показал прекрасные лётные данные, но запуску производства помешали катастрофы при испытаниях первых двух прототипов, особенно гибель в первом его полёте Валерия Чкалова, а также, видимо, высокий уровень конкурирующих проектов в СССР после начала Второй мировой войны. Производство И-180 прекращено в 1940 году, после постройки 10 серийных самолётов.

## История самолёта
Самолёт создавался одновременно с последними модификациями И-16, но не с однорядными моторами семейства Wright Cyclone — М-62 и М-63, а под двухрядный мотор воздушного охлаждения М-88, семейства Гном-Рон 14K Mistral Major, и с винтом регулируемого шага. Проект истребителя завершён к марту 1938 года. Он близок по технологии к И-16 тип 24-29, разработка которых велась одновременно, широко применили прессованные и штампованные детали. Ведущий конструктор Д. Л. Томашевич.
Бывший подчинённый Поликарпова до его ареста в 1928 году и даже вольный сотрудник в создании истребителя И-5 в Бутырской тюрьме конструктор В. П. Яценко разрабатывал истребитель И-28 на заводе № 81 в Тушино. По тем же требованиям, с тем же мотором и основными чертами проекта. И-28 иногда опережал разработку И-180, но тоже не дошёл до вооружения РККА.
Постройка И-180-1 началась летом 1938 года на Заводе опытных конструкций № 156 — базе ОКБ А. Н. Туполева. После ареста знаменитого конструктора Поликарпова назначили техническим директором завода. Давая объяснения Молотову по поводу завода, М. М. Каганович (брат Лазаря Кагановича, нарком оборонной промышленности СССР) говорил, что Поликарпов назначен на завод, в первую очередь, для искоренения туполевщины и петляковщины.
В декабре начаты пробежки, а к новому году, 15 декабря 1938 года, лётчик-испытатель В. П. Чкалов совершил первый полёт. При заходе на посадку двигатель М-88 заглох. В акте следственной комиссии указано, что Чкалов «до последнего момента управлял самолётом и пытался сесть и сел вне площади, занятой жилыми домами», но сам при этом погиб. Последовали аресты в КБ и на заводе. Нескольких руководителей и, прежде всего, ведущего конструктора Д. Л. Томашевича, приговорили к длительным срокам лишения свободы за выпуск в полёт самолёта с многочисленными неисправностями, повлёкшими гибель лётчика.
Второй опытный самолёт И-180-2 с увеличенным размахом крыла и менее мощным, но лучше отработанным мотором М-87А построен в феврале 1939 года.
После расследования, 5 февраля 1939 года, Поликарпова перевели главным конструктором завода № 1, куда перевели и его КБ. 29 апреля 1939 года И-180-2 впервые испытал лётчик С. П. Супрун. В ходе испытаний И-180-2 показал скорость 540 км/ч. 5 сентября 1939 года, в 53-м полёте, при невыясненных обстоятельствах в полёте для достижения потолка, погиб лётчик-испытатель Т. П. Сузи. 
В феврале 1940 года на заводе № 1 построили третий опытный И-180-3 с новым мотором М-88. Самолёт рекомендовали к серийному производству с мотором М-88, который завершил госиспытания. Для серийной постройки предназначался завод № 21 в Горьком. 
Но директор серийного завода не спешил выполнять заказ, сосредоточившись на плане производства И-16 и разработке собственного проекта истребителя И-21  с мотором М-105. И-21 тоже в серию не пошёл. Его разрабатывал бывший заместитель главного конструктора Поликарпова на серийном заводе — М. М. Пашинин. 

Постройка войсковой серии идёт исключительно медленно, все ранее данные сроки сорваны… директор завода № 21 почти всех конструкторов с И-180 перевёл на И-21.
— из письма Н.Н. Поликарпова и М.К. Янгеля в НКАП от 14 января 1940 г.
Недовольное положением командование ВВС направило на завод специальную комиссию, и там изготовили три первые серийные машины, которые показали на параде 1 мая. Но в июле 1940 года мотор М-88 был снят с производства из-за дефектов, поэтому 13 августа полёты на И-180 запретили, а серийную постройку приостановили. К декабрю двигатель довели, но к этому времени  Постановлением СНК СССР и ЦК ВКП(б) от 2 октября 1940 года  серийная постройка И-180 была прекращена.

Возобновление работ по трём самолетам И-180, строившимся как эталон для серийного производства завода № 21, не может быть разрешено. Производство дальнейших работ по доводкам и испытаниям этих самолётов нецелесообразно, ввиду имеющегося решения по программе завода на 1941 год. В настоящее время всё внимание должно быть обращено на выполнение нового задания, полученного заводом.
— ответ НКАП за подписью А.С. Яковлева
На заводе № 21 начали производство истребителя ЛаГГ-3, заметно уступавшего И-180. Причиной странного решения могла быть как недобросовестная конкуренция, так и недооценка двигателей воздушного охлаждения:

Получилось так, что на всех наших истребителях, проходивших испытания в 1940 году, стояли двигатели водяного охлаждения. А не менее 40 % двигателей, производимых на моторных заводах, имели воздушное охлаждение. Сложилось положение, когда при общей нехватке двигателей часть их приходилось отправлять на склад...

Это была, безусловно, ошибка наркомата. При выдаче заданий на проектирование самолетов перед войной чрезмерно увлеклись двигателями водяного охлаждения, поскольку такой двигатель давал меньшее лобовое сопротивление. Видимо, немецкий самолёт Мессершмитта с подобным двигателем стоял у многих перед глазами. И получилось, что почти все истребители, вышедшие на испытания в 1940 году (более 10 типов), и даже некоторые бомбардировщики имели двигатели водяного охлаждения. Получился явный просчет, хотя переубедить конструкторов в то время было трудно. Ведь каждый рассчитывал, что именно его самолёт запустят в серийное производство. Появление самолёта Ла-5, на котором стоял двигатель воздушного охлаждения, резко меняло сложившуюся ситуацию...— из мемуаров бывшего наркома авиапромышленности А. И. Шахурина
Однако в то же время в стране заказали разработку множества истребителей (включая проекты во многом основанные на И-16) с моторами воздушного охлаждения М-63 и М-88: Яценко И-28, Поликарпов И-185, Сильванский И-220; а также бипланы: Шевченко ИС-1, Поликарпов И-190, Боровков И-207. Продолжалось серийное производство И-16 типов 24, 28 и 29 с мотором М-63; они и оказались в начале войны в СССР единственными истребителями новой постройки со звездообразными моторами воздушного охлаждения.
Возможно, затяжка доводки моторов семейства М-85 (М-86, М-87, М-88, М-89, М90) связана с арестом в конце 1937 года главного конструктора воронежского авиамоторного завода № 16 А. С. Назарова, который руководил внедрением и доводкой. Сам Поликарпов и его соперник Яценко вскоре отказались от попыток использовать М-87 или М-88, рассчитывая на ещё более новые и совсем не доведённые М-90 (на основе М-85, но с 18 цилиндрами вместо 14) и М-71 (двухрядный на основе М-63). Эти моторы не были доведены до производства. Удачным же таким мотором оказался М-82, двухрядный на основе поршневой группы М-62 (семейство Wright Cyclone), но только с 1942 года и это уже история другого проекта Поликарпова — И-185 в соперничестве с серийными проектами истребителей, испытанными в боях.

## Описание[4]
- Фюзеляж полумонокок с обшивкой толщиной 0,2–2,5 мм, из берёзового шпона. Обшивка выклеивалась и крепилась к набору казеиновым клеем, гвоздями и шурупами. Силовой набор фюзеляжа и центроплана из 11 цельных и трёх секционных шпангоутов, четырёх лонжеронов и стрингеров. В местах крепления агрегатов усилительные рамы из бакелитовой фанеры. Лонжероны — брусья из сосны переменного сечения. Центроплан самолёта и фюзеляж — единая деталь, на которую наклеены характерные для И-16 зализы крыла из шпона. Открытая кабина лётчика с небольшими откидными бортами для облегчения выхода. Установлено кислородное оборудование лётчика. Стрелковый прицел перед козырьком кабины.
- Отъёмные консоли крыла: два лонжерона сварены из стальных труб, нервюры из дюралюминиевых профилей. Носок крыла обшит алюминием, к нему приклепывали тесьму, на которую крепилась полотняная обшивка. Закрылки с механическим приводом. На элеронах неуправляемые триммеры.
- Хвостовое оперение: киль и стабилизатор цельнометаллические из дюралюминия, полотняная обшивка рулей.
- Шасси: двухстоечное с пирамидальными основными стойками и убираемым в полёте хвостовым колесом. Выпуск и уборка пневмосистемой, запас сжатого воздуха для которой в баллонах позади лётчика. На основных стойках тормоза с механическим приводом.
- Силовая установка: двухрядный звездообразный мотор М-88Р с редуктором, мощностью 1100 л.с., карбюратор с механическим двухскоростным нагнетателем воздуха. Двигатель охлаждался потоком воздуха и маслосистемой с радиатором масла. Воздушный винт трёхлопастный с изменяемым шагом, диаметр 3 м. Запас топлива в центральном фюзеляжном баке ёмкостью 290 л между двигателем и кабиной пилота. Подача топлива насосом на двигателе.

### Вооружение
- На И-180-1 и И-180-2 четыре синхронных пулемёта ШКАС.
- На И-180-3 и И-180-С два пулемёта ШКАС и два пулемёта БС собраны в стрелявшую синхронно между верхними цилиндрами двигателя батарею.
- Истребители могли нести 40 кг (200 кг в перегрузку) бомб.
- Самолёт мог использоваться как штурмовик, а с подвесными баками — как истребитель сопровождения.

## Основные модификации
- И-180-1 — модификация с двигателем М-88. Первый полёт 15 декабря 1938 года. Летчик-испытатель В. П. Чкалов.
- И-180-2 — модификация с двигателем М-87А и М-87Б. Первый полёт 27 апреля 1939 года. Летчик-испытатель С. П. Супрун.
- И-180-3 — модификация с двигателем М-88 для серийного производства. Лётчик-испытатель Е. Г. Уляхин. Серийные машины обозначались «И-180-С» или «тип 25» по номенклатуре завода № 21.
- И-180-Е5 (эталон) — модификация с двигателем М-88А, эталон для серийного производства на 1941 год. Изменена конструкция центроплана, изменено положение маслорадиатора.

## Тактико-технические характеристики
Приведённые характеристики соответствуют модификации И-180 малой войсковой серии (И-180С).
Источник данных: Шавров, 1988.

Технические характеристики
- Экипаж: 1 пилот
- Длина: 6,88 м
- Размах крыла: 10,09 м
- Высота:
- Площадь крыла: 16,11 м²
- Масса пустого: 2 020 кг
- Нормальная взлётная масса: 2 429
- Максимальная взлётная масса: 2 638 кг
- Масса топлива во внутренних баках: 200 кг
- Силовая установка: 1 × радиальный М-88Р
- Мощность двигателей: 1 × 1 100 л.с. (1 × 809 кВт (взлётная))

Лётные характеристики
- Максимальная скорость:  
  - на высоте: 585 км/ч на 7 150 м
  - у земли: 470 км/ч
- Посадочная скорость: 130 км/ч
- Практическая дальность: 900 км
- Практический потолок: 11 050 м
- Скороподъёмность: ~16,6 м/с
- Время набора высоты: 5000 м за 5,0 мин
- Время виража: 19-20 с
- Нагрузка на крыло: 151 кг/м²
- Тяговооружённость: 332,8 Вт/кг (2,21 кг/л.с.)
- Длина разбега: 240 м
- Длина пробега: 200 м

Вооружение
- Стрелково-пушечное:  
  - 2 × 7,62 мм пулемёта ШКАС
  - 2 × 12,7 мм пулемёта БС
- Бомбы: 200 кг